# Quintus Aurelius Memmius Symmachus

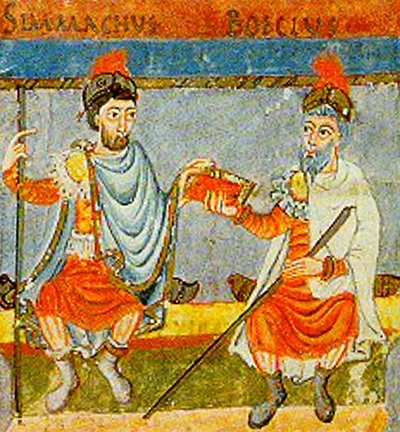
Boëthius en Symmachos, middeleeuws miniatuur

Quintus Aurelius Memmius Symmachus (gestorven 525/26) was een laat-antieke Romeinse politicus, filosoof en historicus. 
Symmachus was de schoonvader van de in de middeleeuwen zeer beroemde filosoof Boethius. Hij gold als een van de best opgeleide Romeinen van zijn tijd. Ook stond hij bekend om zijn rijkdom, zijn welsprekendheid, zijn blijkbaar zeer grote bibliotheek en door zijn mecenaat.
Symmachus stamde uit een van de rijkste en beroemdste West-Romeinse senatoren dynastieën, waarvan leden mogelijk al onder keizer Septimius Severus hoge functies bekleedden. Hij was een achterkleinzoon van Quintus Aurelius Symmachus, maar in tegenstelling tot hem was hij wel een Christen, wat in de zogenoemde Anecdoton Holderi, een fragment uit een verloren gegaan werk van Cassiodorus, wordt benadrukt. Symmachus spande zich in om de antieke Romeinse cultuur te behouden. Samen met een nazaat van Macrobius redigeerde hij het commentaar van Macrobius op de droom van Scipio. Reeds in 485 (net als zijn vader voor hem in 446) was hij op blijkbaar vrij jonge leeftijd consul.
Symmachus was daarnaast een van de laatste Latijnse historici in de antieke traditie. De door hem kort voor zijn dood geschreven, Historia Romana (Romeinse geschiedenis) in zeven delen, is in zijn geheel verloren gegaan. Wij weten echter van dit werk omdat het als een van de bronnen voor het werk van Jordanes heeft gefungeerd. In de Getica van Jordanes citeert deze ten minste op een plaats expliciet dit historische werk van Symmachus (Jordanes, Getica 15, 83ev). Op zijn beurt volgde Symmachus delen van de (in het onderzoek zeer omstreden) Historia Augusta na.
Onder Odoaker, die in 476 in Italia een einde had gemaakt aan het West-Romeinse keizerrijk in Italia, en ook gedurende de daaropvolgende Ostrogotische heerschappij, onderhield Symmachus blijkbaar een ontspannen relatie met de nieuwe heersers over Italia. Hij maakt een flinke  carrière. Uiteindelijk echter werd hij op beschuldiging van hoogverraad (hij zou met de Byzantijnse Keizer Justinianus I hebben samengespannen tegen de koning van de Goten) in het jaar 525, of waarschijnlijker in 526 geëxecuteerd. Hij deelde dit lot met zijn schoonzoon, Boëthius, die net als hij een slachtoffer werd van de sinds 519 toenemende spanningen tussen de Ostrogoten onder Theodorik de Grote en de Byzantijnse keizer.
- Gemeinsame Normdatei: 104315148
- Library of Congress Control Number: nr95021880
- Système universitaire de documentation: 14808396X
- Virtual International Authority File: 207306528
- WorldCat: E39PBJqqvxfGYffktmCVXVkMT3